# Куп СФР Југославије у рагбију 1974.
Куп СФР Југославије у рагбију 1974. је било 15. издање купа комунистичке Југославије у рагбију. Играло се по правилима рагбија 15.
Трофеј је освојио РК Загреб.
Финале
| Рагби клуб Загреб | 26 – 9 | Рагби клуб Нада Сплит |
| ----------------- | ------ | --------------------- |
|                   |        |                       |

| Освајач купа Југославије у рагбију 1974. |
| ---------------------------------------- |
| Рагби клуб Загреб 1. трофеј              |